# Stjepan Mesić
Stjepan „Stipe“ Mesić (* 24. prosince 1934, Orahovica) je chorvatský politik, poslední předseda Předsednictva SFRJ a bývalý chorvatský prezident.

## Život

### Dětství
Mesić se narodil před půlnocí 24. prosince 1934. V roce 1936 zemřela při potratu Stipeho matka Magdalena. Mesićova sestra Marija byla poté poslána na výchovu za strýcem do Francie a o malého Stjepana se starala babička. V roce 1938 se Mesićův otec Josip oženil s Milevou Jović, se kterou měl další dvě děti: Slavka (* 1939) a Jelici (* 1946). V roce 1941 se Josip zapojil do partyzánského boje proti fašistům. Malý Stjepan prožil část války v kopcích okolo Požegy, poslední měsíce války prožila rodina jako uprchlíci v Maďarsku. Rodina se vrátila do Slavonie, kde Josip vykonával různé politické funkce.

### Studia a založení rodiny
První léta studia absolvoval Mesić v Našici, zbytek základní školy a první dvě léta osmiletého gymnázia absolvoval v Osijeku. Neboť Mesićův otec získal funkci v Orahovici, vrátila se rodina do Stipeho rodného domu a ten gymnázium dokončil v Požeze. Ještě za gymnaziálních studií je mu za odměnu nabídnuto členství ve Svazu komunistů Jugoslávie (SKJ), což neodmítl. Po gymnáziu nastupuje v roce 1955 na právnickou fakultu záhřebské univerzity. Pokoj na kolejích chvíli sdílel s pozdějším předsedou SKJ a ministrem Stipe Šuvarem. Právnickou fakultu absolvoval v roce 1961. Ve stejném roce si vzal Milku Dudunić, se kterou měl dvě dcery: Sašu (* 1961) a Dunju (* 1963).

### Život v komunistické Jugoslávii
Po absolvování fakulty nastoupil na praxi k městskému soudu v Orahovici a okresní prokuratuře v Našici, po skončení povinné vojenské služby nastupuje v roce 1963 jako soudce na městský soud v Orahovici. V roce 1965 se jako nezávislý kandidát stal členem tehdejšího parlamentu SR Chorvatsko. Ve stejném roce se stal starostou Orahovice. V obci zanedlouho začala vyrůstat první soukromá továrna v Jugoslávii, což vyvolalo pozornost samotného maršála Tita, který na Mesićovo konto ve svém projevu řekl:
| „ | Ve Slavonii nějaký malý starosta restauruje kapitalismus. | “ |

Počátkem sedmdesátých let se Mesić aktivně zapojil do Chorvatského jara. Po Titově projevu v Karađorđevu, kterým reformní proces v Chorvatsku označil za pokus o kontrarevoluci, odstoupili ze svých funkcí nejvyšší představitelé chorvatského komunistického svazu a i samotné republiky. O funkce přišel také Mesić, který byl navíc postaven i před soud. Nakonec po sérii odvolání mu Vrchní soud Chorvatska udělil jednoletý trest. Výkon trestu absolvoval v Staré Gradišce. V tamější věznici se potkal s Vladem Gotovacem, Markem Veselicou, Petarem Šaleem a Draženem Budišou. Tato sestava se opět shledala v chorvatské politice počátku devadesátých let.
Po propuštění se Mesićovi nedařilo najít práci, po sto padesáti žádostech u různých firem byl nakonec zaměstnán v záhřebském projektantském úřadu, jehož ředitelem se stal v roce 1981.
Počátkem devadesátých let se Mesić zapojil do formujícího se Chorvatského demokratického společenství (HDZ), jehož hlavní postavou byl Franjo Tuđman. Na prvním zasedání chorvatského parlamentu, který vzešel z prvních svobodných voleb, 30. května 1990 byl Franjo Tuđman zvolen předsedou republikového předsednictva (od července 1990 prezident) a Mesić se stal předsedou vlády. Funkci ale vykonával pouze tři měsíce, neboť v srpnu byl delegován do federálního Předsednictva, kde vystřídal Stipe Šuvara, jenž patřil mezi poslední vysoké stranické funkcionáře, kteří se profilovali proti nacionalismu.

### Předseda Předsednictva
V čele federálního předsednictva stál na rok ustavený delegát jednotlivých republik a autonomních oblastí SFRJ. Klíč, podle kterého byl předseda vybírán, fungoval od roku 1980, kdy zemřel doživotní prezident Tito. Delegát, který měl úřadujícího předsedu vystřídat, působil v předchozím roce jako místopředseda Předsednictva. 15. května 1991 se měl předsedou Předsednictva stát právě Stjepan Mesić jako delegát Chorvatska. Delegáti Srbska a Černé Hory ho však odmítli, a tak se poprvé v dějinách tohoto orgánu o předsedovi hlasovalo. Výsledek byl nerozhodný: pro byli delegáti Bosny a Hercegoviny, Chorvatska, Makedonie a Slovinska, proti byli zástupci Srbska, Kosova, Vojvodiny a Černé Hory. Ve výsledku tak Předsednictvo nemělo ani předsedu, ani místopředsedu, tedy nikoho, kdo by mohl legálně svolat jeho zasedání. Začala tak ústavní krize, která trvala až do července 1991, kdy Brionskou deklarací bylo mimo jiné dohodnuto, že do funkce předsedy Předsednictva zpětně k 1. červenci 1991 nastoupí Mesić.
Poté, co Chorvati v říjnu 1991 potvrdili své vystoupení z jugoslávské federace, se Mesić – právně nejvyšší velitel ozbrojených sil Jugoslávie – skrýval před bombardováním ze strany Jugoslávské lidové armády v jednom ze záhřebských krytů. 15. listopadu 1991 odstoupil se zpětnou účinností k 8. říjnu, ale po naléhání mezinárodního společenství setrval až do prosince 1991, kdy se rozpadly ústavní instituce federace. Od osmého října měla ale federace fakticky dva předsedy Předsednictva, neboť zbývající členové federace (Srbsko, Černá Hora, Kosovo a Vojvodina) pokračovali v rotaci a do funkce ustavili Branka Kostiće z Černé Hory. Jelikož byl Mesić ustaven do funkce ještě za plného počtu členů Předsednictva, bývá považován za jeho posledního předsedu. Nepřesně je Mesić někdy uváděn jako poslední jugoslávský prezident.

### První léta samostatného Chorvatska
V září 1992 se Mesić stal předsedou jedné z tehdejších komor chorvatského parlamentu. Brzy se začaly objevovat rozpory s Tuđmanem především v otázce role Chorvatska v Bosně a divoké privatizace v Chorvatsku, Mesić se pokusil na svou stranu získat další poslance HDZ, ale nakonec ho do nové strany – mezi Chorvatské nezávislé demokraty – následovali jen někteří členové HDZ.
Mesić kvůli odchodu z HDZ přišel o funkci předsedy parlamentní komory a o rok později nebyl ani zvolen za poslance parlamentu. Stal se z něj ostrý kritik politiky Franja Tuđmana a v roce 1998 dokonce ve vztahu k chorvatské politice v Bosně svědčil před Mezinárodním trestním tribunálem pro bývalou Jugoslávii (ICTY).
V roce 1997 došlo u Chorvatských nezávislých demokratů k rozvratu a část členů, včetně Mesiće, odešla do Chorvatské národní strany – Liberální demokraté (HNS). V prosinci 1999 podlehl rakovině dosavadní prezident Franjo Tuđman.

### Prezidentský úřad
První kolo prezidentské volby se uskutečnilo 24. ledna 2000 a Mesić získal 45 % hlasů, druhý skončil liberál (a bývalý Mesićův spoluvězeň) Dražen Budiša (28,3 %) a až třetí kandidát HDZ Mate Granić (21,69 %). Ve druhém kole zvítězil Stjepan Mesić a 18. února 2000 převzal funkci od předsedy Komory zástupců Zlatka Tomčiće, který ji šestnáct dní vykonával v zastoupení za zesnulého prezidenta Tuđmana. Jeho inaugurace již naznačovala, že se Chorvatsko dostalo z mezinárodní izolace: zatímco na Tuđmanově prosincovém pohřbu byl pouze turecký prezident Süleyman Demirel, Mesićovy únorové inauguraci přihlíželo již osm prezidentů, premiéři okolních zemí, americká ministryně zahraničí Madeleine Albright a pozdější srbský premiér Zoran Đinđić.
Zkouška ohněm čekala Mesiće v září 2000, kdy dvanáct chorvatských generálů – Janko Bobetko, Davor Domazet-Lošo, Ivan Čermak, Ivan Basarac, Krešimir Čosić, Ante Gotovina, Damir Krstičević, Ivan Kapular, Mirko Norac, Milenko Filipović, Ivan Korade, Nojko Marinović – signovalo otevřený dopis, ve kterém protestovali proti tomu, že vláda Ivici Račana považuje bojovníky za svobodu z Vlastenecké války za zločince. Mesić sedm vzpurných generálů penzionoval, Račan ale prohlásil, že činnost armády v rámci operací Blesk a Bouře nemůže být předmětem obvinění v Haagu.
Mesić také v souladu se svými předvolebními sliby souhlasil s omezením své pravomoci a s přechodem Chorvatska od poloprezidentské k parlamentní demokracii.
Znovu byl do funkce prezidenta zvolen v lednu 2005, druhá skončila pozdější chorvatská premiérka Jadranka Kosor (HDZ). 18. února 2010 ho ve funkci vystřídal prof. Ivo Josipović.

## Vyznamenání
- velkohvězda Čestného odznaku Za zásluhy o Rakouskou republiku – Rakousko, 2001[23]
- Řád bílého dvojkříže I. třídy – Slovensko, 25. září 2001 – udělil prezident Rudolf Schuster[24][25]
- velkokříž s řetězem Řádu zásluh o Italskou republiku – Itálie, 5. října 2001[26]
- velkokříž Řádu tří hvězd – Lotyšsko, 2008
- velkokříž Řádu svatého Karla – Monako, 16. dubna 2009
- Řád republiky – Moldavsko, 23. prosince 2016[27]
- čestný rytíř velkokříže Řádu svatého Michala a svatého Jiří – Spojené království